# Saison 6 de Drop Dead Diva
Chronologie
Saison 5
Cet article présente le guide des épisodes de la sixième et dernière saison de la série télévisée Drop Dead Diva.

## Distribution

### Acteurs principaux
- Brooke Elliott (VF : Virginie Méry) : Jane Bingum (habitée par Deb Dobkins)
- Margaret Cho (VF : Julie Turin) : Teri Lee
- Jackson Hurst (VF : Jean-François Cros) : Grayson Kent
- Kate Levering (VF : Barbara Delsol) : Kim Kaswell
- April Bowlby (VF : Chloé Berthier) : Stacy Barrett
- Lex Medlin (VF : Guillaume Lebon) : Juge Owen French
- Justin Deeley (en) (VF : Fabrice Trojani) : Paul, l'ange gardien de Jane

### Acteurs récurrents et invités
- Colin Egglesfield : Charlie French (frère d'Owen) [1] (épisodes 1 et 2)
- Virginia Williams (VF : Rafaèle Moutier) : Belinda Scotto[2] (épisodes 1 à 3)
- Corbin Bleu : Michael Donaldson[2] (épisodes 1 et 2)
- Sharon Garrison (VF : Sylvie Moreau) : Juge Amelia Sanders (épisode 3)
- Rick Springfield : Liam Matthews[2] (épisode 3)
- Jay DeMarcus (en) de Rascal Flatts : Trevor[2] (épisode 3)
- Kwajalyn Brown (VF : Isabelle Ganz) : la juge Tara Flint (épisodes 4 et 9)
- Lisa Long (VF : Anne Deleuze) : la juge Grossman (épisodes 5, 7 et 10)
- Janel Parrish : Chelsea Jones[3] (épisode 5)
- Jeff Rose (VF : Tanguy Goasdoué) : Doug Resnick (épisode 7)
- Marcus Lyle Brown (VF : Stéphane Fourreau) : Paul Saginaw (épisode 8)
- Lachlan Watson : Sam Simbler (épisode 8)
- John Ratzenberger : Larry Kaswell, père de Kim[2] (épisode 9)
- Ben Feldman (VF : Denis Laustriat) : Fred, le premier ange-gardien de Jane[4] (épisode 10)
- Jeffrey Pierce (VF : Pierre Tissot) : Ian Holt (alias Grayson) (épisodes 10 à 13)

## Épisodes

### Épisode 1:L'Aveu
- États-Unis : 23 mars 2014[2]
- France : 
  - 28 décembre 2014 sur Téva
  - 29 avril 2015 sur M6
- Québec : 3 juin 2015 sur Séries+

- Colin Egglesfield (Charlie French, frère d'Owen)
- Virginia Williams (Belinda Scotto)
- Justin Deeley (Paul)
- Jessica Tuck (Kathy Jenkins)
- Gregory Alan Williams (Juge Warren Libby)

### Épisode 2:Les âmes sœurs
- États-Unis : 23 mars 2014
- France : 
  - 28 décembre 2014 sur Téva
  - 30 avril 2015 sur M6
- Québec : 10 juin 2015 sur Séries+

- Virginia Williams (Belinda Scotto)
- Corbin Bleu (Michael Donaldson)
- Stephen Boss (Billy Donaldson)
- Vicki Davis (Sarah Evans)
- Mark Famiglietti (Calvin Evans)
- Terry Serpico (Max Tolin)
- Mike Pniewski (Amos Hanson)

### Épisode 3:Rock'n'roll attitude
- États-Unis : 30 mars 2014
- France : 
  - 28 décembre 2014 sur Téva
  - 30 avril 2015 sur M6
- Québec : 17 juin 2015 sur Séries+

- Rick Springfield (Liam Matthews)
- Virginia Williams (Belinda Scotto)
- Jay DeMarcus (Trevor)
- Phillip Roebuck (Neil)
- Lindsey McKeon (Reesa)
- Viviana Chavez (Jessica Blake)
- Rhoda Griffis (Paula Dewey)
- Victor McCay (Juge Halloran)

### Épisode 4:À la vie, à la mort
- États-Unis : 6 avril 2014
- France : 
  - 4 janvier 2015 sur Téva
  - 1er mai 2015 sur M6
- Québec : 24 juin 2015 sur Séries+

- David Mazouz (Ryan Hatcher)
- Chris Payne Gilbert (Seth Coyle)
- Kevin Sizemore (Eddie Davis)
- Michael Lowry (Joe Lowry)
- Teri Wyble (Rachel)
- Kenny Alfonso (Joe Cummings)

### Épisode 5:L'Avocat du diable
- États-Unis : 13 avril 2014
- France : 
  - 4 janvier 2015 sur Téva
  - 1er mai 2015 sur M6
- Québec : 1er juillet 2015 sur Séries+

- Janel Parrish (Chelsea Putnam)
- Jason Davis (Ed Maxwell)
- Matt Walton (Breakers' attorney)
- Moniqua Plante (Rosemary Mills)
- Lisa Long (Juge Grossman)

### Épisode 6:Desperate Housewife
- États-Unis : 27 avril 2014
- France : 
  - 11 janvier 2015 sur Téva
  - 4 mai 2015 sur M6
- Québec : 8 juillet 2015 sur Séries+

- Mike Faiola (Dave)
- Roma Maffia (Juge Eileen Sears)
- William Ragsdale (Alan Peterson)
- Andrea Powell (Susan Peterson)
- Todd Allen Durkin (Mo Hesser)

### Épisode 7:Sister Act
- États-Unis : 4 mai 2014
- France : 
  - 11 janvier 2015 sur Téva
  - 4 mai 2015 sur M6
- Québec : 15 juillet 2015 sur Séries+

- Rya Kihlstedt (Ellie Chapin / Maire de Malibu)
- Rene Hamilton (Cindy Dwyer)
- Cindy Hogan (Linda Tobin)
- Elisabeth T Smith (Sœur Becky)
- Lisa Long (Juge Grossman)
- Jeff Rose (Doug Resnick)
- Clay Adams (Clink Morgan)

### Épisode 8:Crise d'Identité
- États-Unis : 11 mai 2014
- France :
  - 18 janvier 2015 sur Téva
  - 5 mai 2015 sur M6
- Québec : 22 juillet 2015 sur Séries+

- Corey Sorenson (Drew Prescott)
- Lachlan Watson (Sam Simbler)
- Dean J. West (Thomas Simbler)
- Lesley Pedersen (Ellen Simbler)
- Bill Winkler (Nate Brenner)
- Deke Anderson (Joel Schall)

### Épisode 9:Les Trois Bagues
- États-Unis : 18 mai 2014
- France :
  - 18 janvier 2015 sur Téva
  - 5 mai 2015 sur M6
- Québec : 29 juillet 2015 sur Séries+

- Bess Armstrong (Rita Kaswell)
- Gil Gerard (George Blund)
- Lauren Brown (Courtney)
- Natalie Shaheen (Lily Rivera)
- Rhoda Griffis (Paula Dewey)
- John Ratzenberger (Larry Kaswell)

### Épisode 10:La Liste noire
- États-Unis : 1er juin 2014
- France :
  - 25 février 2015 sur Téva
  - 6 mai 2015 sur M6
- Québec : 5 août 2015 sur Séries+

- Ben Feldman (Fred)
- Terry Fator (Greg Gerlin)
- Tim Martin Gleason (Rodney Rykoff)
- Britt Rentschler (Penny Hobbs)
- Lisa Long (Juge Grossman)
- Victor McCay (Juge Halloran)
- Michael Lowry (AAG Joe Lowry)
- Jeffrey Pierce (Ian Holt)

### Épisode 11:Aller-retour pour l'enfer
- États-Unis : 8 juin 2014
- France :
  - 25 janvier 2015 sur Téva
  - 6 mai 2015 sur M6
- Québec : 12 août 2015 sur Séries+

- Becca Tobin (Empress Katia)
- Merle Dandridge (Nadine Comer)
- Adam J. Harrington (Carlyle)
- Mark Sivertsen (Richard Breeman)
- Lane Carlock (Cheryl Beckett)
- Ric Reitz (Rob Waldron)
- Jeffrey Pierce (Ian Holt / Grayson Kent)

### Épisode 12:Mon super héros
- États-Unis : 15 juin 2014
- France :
  - 1er février 2015 sur Téva
  - 7 mai 2015 sur M6
- Québec : 19 août 2015 sur Séries+

- Stephanie Michels (Ms. Larkin)
- Jonathan Adams (Zack Reilly)
- David Berman (Hank Spencer)

### Épisode 13:À la guerre comme à la guerre
- États-Unis : 22 juin 2014
- France :
  - 1er février 2015 sur Téva
  - 7 mai 2015 sur M6
- Québec : 26 août 2015 sur Séries+

- Heather Ann Davis (Deena Jasper)
- Mike Faiola (Dave / Mr. Burton)
- Adam J. Harrington (Carlyle)
- Arnell Powell (Juge Powell)
- Scott Takeda (Capitaine Nasami)
- Tony Sears (Juge Redmund)
- Hunter Burke (Adam Ballard)
- Jeffrey Pierce (Ian Michael Holt)